# 按摩

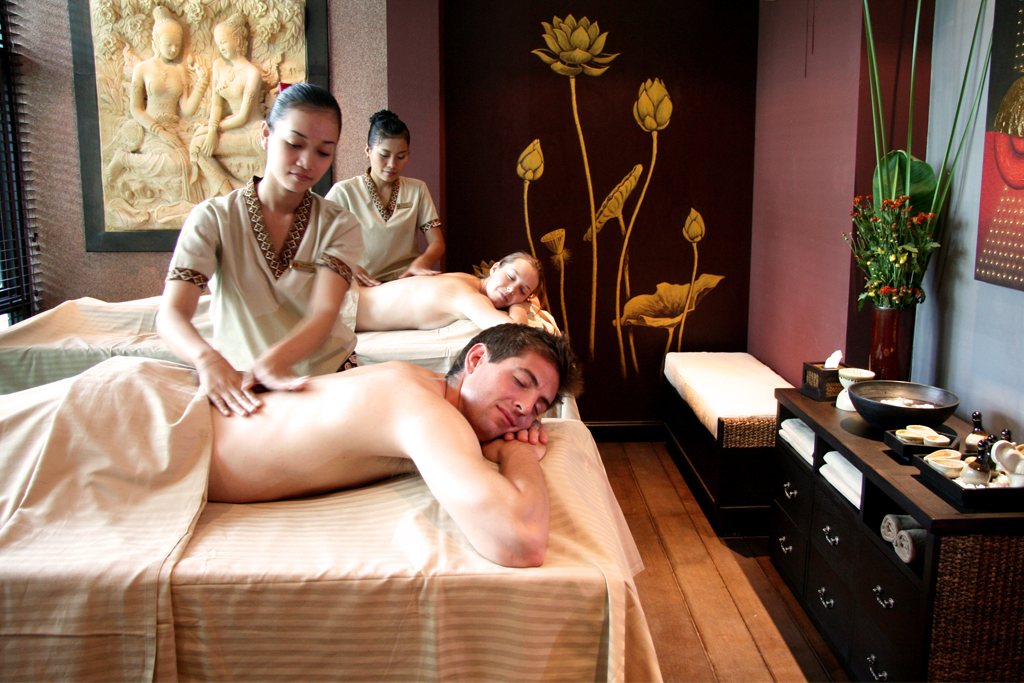
泰式按摩

按摩（法語：Massage），亦称推拿、马杀鸡，指通过身体接触，对皮肤下的肌肉进行积压或拉伸的行为，以疏通經絡，滑利關節，促使氣血運行，調整臟腑功能，增強人體抗病能力，從而達到治癒病痛的目的。在中國，針灸與推拿同科，理論基礎大致相同，簡稱“針推”。身體如有物理結構變化，推拿比針灸有效。物理治疗則是現代醫學的復健治療方法。
另一方面，很多情色場所假借按摩之名從事賣淫活動。

## 相關術語
- 推油